# ジャクソン (ミネソタ州)

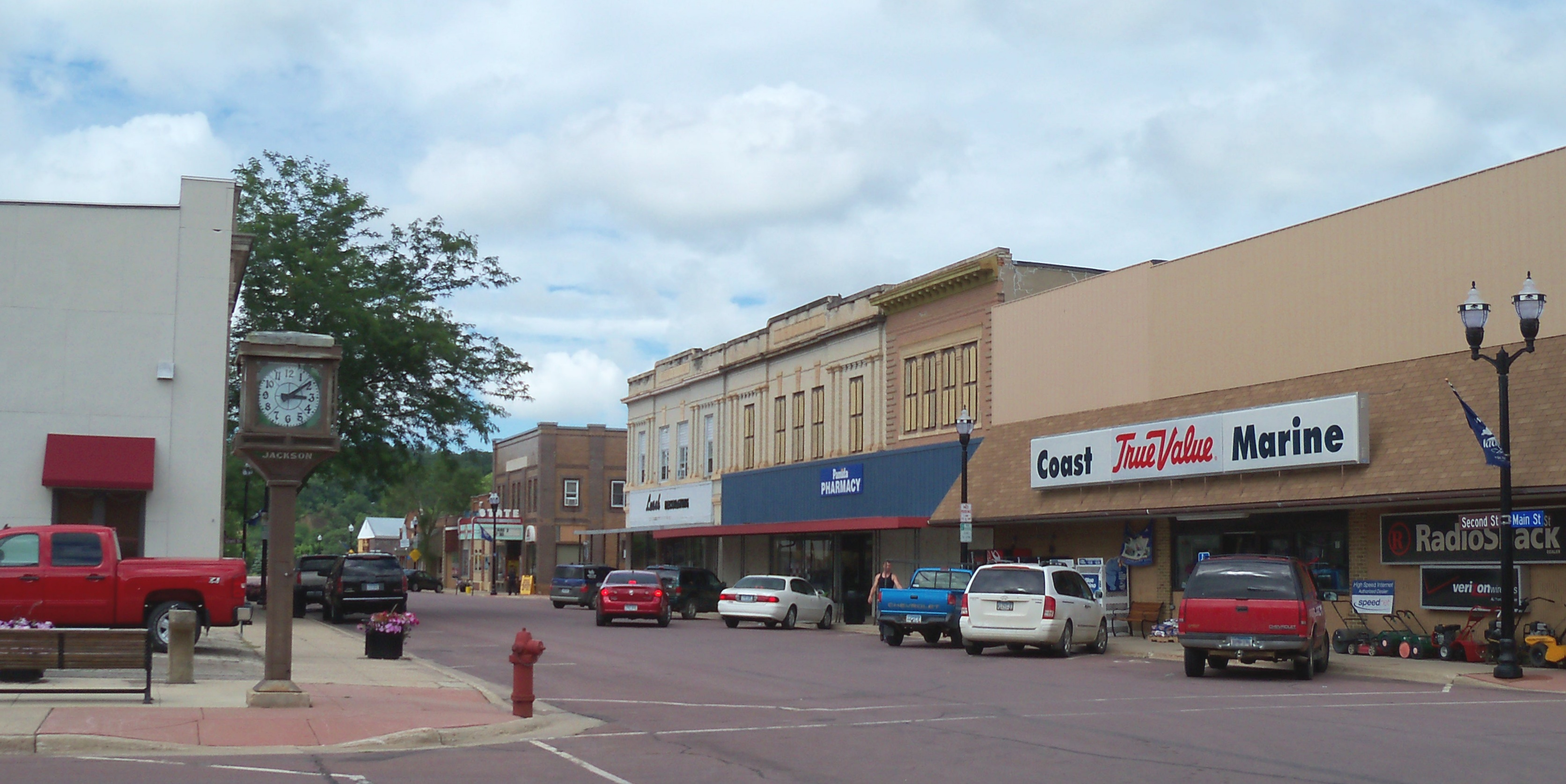
ダウンタウン・ジャクソン

ジャクソン（Jackson）は、アメリカ合衆国ミネソタ州の都市。ジャクソン郡の郡庁所在地である。人口は3,501人（2000年）。

## 地理

ジャクソン郡内の位置（右）

アメリカ合衆国統計局によると、この都市は総面積10.4 km2 (4.0 mi2) である。このうち9.8 km2 (3.8 mi2) が陸地で0.5 km2 (0.2 mi2) が水地域である。総面積の5.24%が水地域となっている。

## 人口動勢

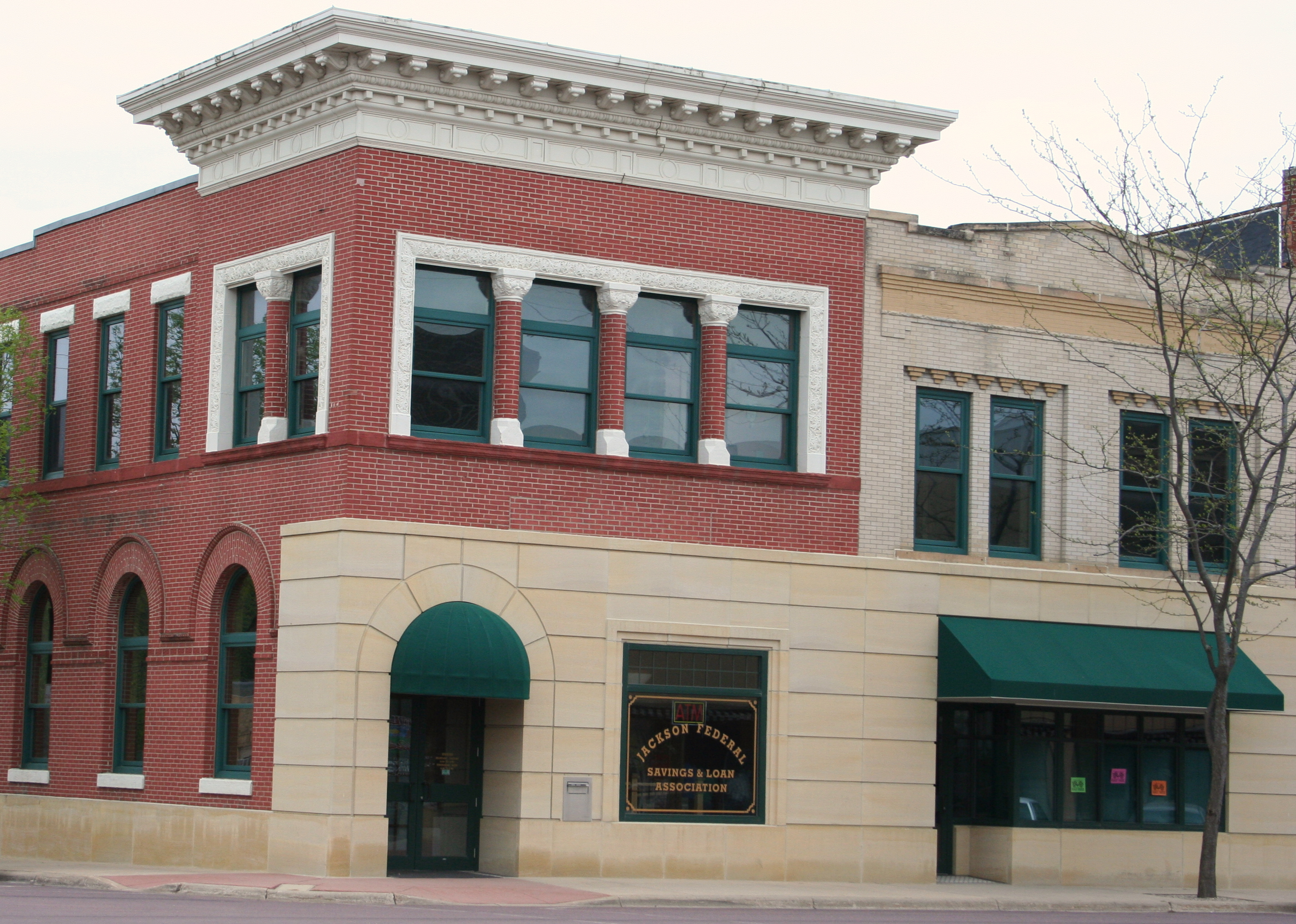
街角の銀行

2000年国勢調査で、この都市は人口3,501人、1,487世帯、及び887家族が暮らしている。人口密度は355.7/km² (921.7/mi²) である。168.6/km² (436.8/mi²) の平均的な密度に1,659軒の住宅が建っている。この都市の人種的な構成は白人94.03%、アフリカン・アメリカン0.26%、先住民0.17%、アジア4.03%、太平洋諸島系0.00%、その他の人種0.77%、及び混血0.74%である。この人口の1.51%はヒスパニックまたはラテン系である。
1,487世帯のうち、27.2%が18歳未満の子供と一緒に生活しており、49.0%は夫婦で生活している。7.9%は未婚の女性が世帯主であり、40.3%は家族以外の住人と同居している。36.3%は独身の居住者が住んでおり、16.5%は65歳以上で独身である。1世帯の平均人数は2.24人であり、結婚している家庭の場合は、2.93人である。
この都市内の住民は23.3%が18歳未満の未成年、18歳以上24歳以下が9.5%、25歳以上44歳以下が24.5%、45歳以上64歳以下が20.5%、及び65歳以上が22.2%にわたっている。中央値年齢は40歳である。女性100人ごとに対して男性は94.2人である。18歳以上の女性100人ごとに対して男性は89.8人である。
この都市の世帯ごとの平均的な収入は33,452米ドルであり、家族ごとの平均的な収入は42,553米ドルである。男性は30,503米ドルに対して女性は21,676米ドルの平均的な収入がある。この都市の一人当たりの収入 (per capita income) は18,444米ドルである。人口の11.1%及び家族の4.6%の収入は貧困線以下である。全人口のうち18歳未満の17.4%及び65歳以上の9.4%は貧困線以下の生活を送っている。